# 奥野由紀子
奥野 由紀子（おくの ゆきこ）は、日本のフルート奏者、アルトフルート奏者。東京女子管弦楽団フルート奏者。
神戸山手女子高等学校音楽科、桐朋学園大学音楽学部を卒業した。The Flute Studioを修了した。阿野由希子、中野幸代、神田寛明、Trevor Wyeに師事した。

## 来歴
- 大阪府箕面市出身。
- 10歳からフルートを始める。
- 神戸山手女子高等学校音楽科卒業。
- 桐朋学園大学音楽学部卒業。
- 桐朋学園大学音楽学部研究科修了。
- 大阪芸術大学大学院中退。
- イギリスへ留学。Trevor Wye主宰のThe Flute Studio修了。
- 東京女子管弦楽団フルート奏者[1]。
- 2023年日本フルートコンヴェンションコンクールアルトフルート部門で優勝したことを機に、アルトフルート奏者として活動を開始する。

## 受賞歴
- 2012年 ブルガリア国立ソフィアフィルハーモニー管弦楽団のオーケストラマスタークラスで最優秀奏者賞。
- 2023年 第21回日本フルートコンヴェンション・アルトフルート部門コンクール第1位[2]。

## ディスコグラフィー
- Colour of Dream（2019年）
- Grace（2024年）[3]